# 天涯女人心
《天涯女人心》，2015年中国时代剧。由郑凯、薛佳凝、赵锦焘、宗峰岩、张译木领衔主演，湖南电视剧频道于2015年2月27日首播，四川卫视于2018年6月11日上星播出。講述榕城一繡女陸雅卿(薛佳凝 飾)，依靠自己不斷與命運抗爭，經歷錯綜複雜的情感糾葛與家族間的矛盾，最後蛻變成一代刺繡藝術家之巾幗傳奇女性故事。台灣由OTT平台LiTV 線上影視同步播出。

## 劇情介紹
佟記繡莊大少爺佟紹緯被佟母逼迫娶南洋首富之女李念珍。佟紹緯表明他這一輩子只愛酒樓女子陸雅卿一人，不顧佟母阻撓將陸雅卿娶進門。
佟府大管家楊開泰，其父親晚年遭佟母趕出佟家，抱病而亡，因此懷恨在心，陷害陸雅卿。讓李念珍以為其流產、終生不孕、被佟家合離的一切不幸，為陸雅卿所為，遂與楊開泰聯手對付陸雅卿，卻也替楊開泰順利奪得佟家財產。
李念珍懊悔不已，為洗清自己的罪孽，交出楊開泰的犯罪證據，替佟紹緯爭回，本屬於佟家的一切，讓一切回歸原點。楊開泰被日本人中田逼得走投無路，開槍自殺。一連串的愛恨感情糾葛，讓李念珍最終看破紅塵剃渡出家。

## 播出时间
| 频道           | 所在地   | 播映日期      | 播出时间                     | 备注 |
| -------------- | -------- | ------------- | ---------------------------- | ---- |
| 湖南电视剧频道 | 中国大陆 | 2015年2月27日 |                              |      |
| 四川卫视       | 中国大陆 | 2018年6月11日 | 每周一－周五晚19：30两集连播 |      |

### 主要演员
| 演員   | 角色   | 介紹 |
| 郑凯   | 佟绍纬 | 佟記繡莊大少爺，與李念珍指腹為婚，但其最愛為酒樓女子陸雅卿                                                                                               |
| 薛佳凝 | 陆雅卿 | 佟記繡莊之繡女，被表哥賣到酒樓，遇佟紹緯所救，後與他育有一女，佟玲瓏                                                                                     |
| 赵锦焘 | 杨开泰 | 佟記繡莊大管家，因懷恨佟母殺其父親，一步一步設計佟家走向衰敗                                                                                             |
| 宗峰岩 | 黄喜善 | 黃記繡莊的老闆，受楊開泰挑撥，對付佟記繡莊 |
| 张译木 | 李念珍 | 從小與佟紹緯指腹為婚，懷有佟紹偉的孩子，因誤會陸雅卿害其流產，導致不孕，被逼退出佟家大少奶奶的位置，因而對雅卿產生嗔恨之心，與佟記管家楊開泰聯手對付雅卿 |

### 其他演员
| 演員   | 角色   | 介紹                                               |
| 张琼姿 | 佟母   | 佟紹偉的母親                                       |
| 盖克   | 赵舅妈 | 撫養陸雅卿長大的唯一家人，像自己的孩子一樣疼愛著她 |
| 王翀   | 林泰   | 佟培褘的第一任老公                                 |
| 冯静恩 | 佟培祎 | 佟紹偉的妹妹                                       |
| 白金壬 | 唐福禄 | 佟紹偉的貼身僕人                                   |
| 张仟   | 白牡丹 | 酒樓女子，一路幫助陸雅卿渡過困境                   |